# Donje Brijanje
Donje Brijanje je naselje u gradu Leskovcu, Jablanički upravni okrug, Srbija. Prema popisu iz 2022. godine u Donjem Brijanju je živjelo 1002 stanovnika.